# Metagkítsi
Metagkítsi (Metagkitsi) är en ort i Grekland.   Den ligger i prefekturen Chalkidike och regionen Mellersta Makedonien, i den nordöstra delen av landet, 260 km norr om huvudstaden Aten. Metagkítsi ligger 140 meter över havet och antalet invånare är 802.
Terrängen runt Metagkítsi är lite kuperad. Havet är nära Metagkítsi österut.  Närmaste större samhälle är Polýgyros, 19,0 km väster om Metagkítsi. 